# Park Narodowy Tiilikkajärvi
Park Narodowy Tiilikkajärvi (fiń. Tiilikkajärven kansallispuisto) – park narodowy w Finlandii, w regionach Sawonia Północna i Kainuu. Leży na północ od drogi nr 87, w większości na terenie gminy Rautavaara. Został utworzony w 1982 roku. Zajmuje powierzchnię 34 km². Zarządcą Parku Narodowego Tiilikkajärvi, podobnie jak wszystkich pozostałych fińskich parków narodowych, jest państwowe przedsiębiorstwo Metsähallitus.

## Opis parku
Park Narodowy Tiilikkajärvi został ustanowiony w celu ochrony ekosystemów jeziornych, rzecznych, ozów i torfowisk aapa wokół jeziora Tiilikkajärvi. Jezioro to ma powierzchnię około 4 km². Na lądzie dominują torfowiska, lasy (głównie bór sosnowy suchy) zajmują poniżej jednej trzeciej powierzchni terenów lądowych.
Na mocy traktatu w Tiawzinie przez jezioro Tiilikkajärvi przebiegała granica szwedzko-rosyjska, na jeziorze znajduje się kamień graniczny z wyrytymi oznaczeniami. Oznaczenia te umieszczono w logo parku narodowego.

## Turystyka
Dla turystów wyznaczono około 20 km oznaczonych tras spacerowych. Najpopularniejsza jest 7-kilometrowa trasa okrężna w południowej części parku, przebiegająca wokół jezior Sammakkojärvi i Autiojärvi. Po wodach parku można pływać kajakiem, jednak nie ma tu żadnych oznaczonych tras. Co roku na początku marca organizowane są masowe biegi narciarskie przez teren parku narodowego, na trasach o długości 7 i 17 km.

## Fauna
Do typowych ptaków wodnych występujących na terenie parku należą cyraneczka (Anas crecca) i nur czarnoszyi (Gavia arctica). Najczęstsze ptaki przybrzeżne to brodziec piskliwy (Tringa / Actitis hypoleucos) i łęczak (Tringa glareola). Na piaszczystych plażach często spotykana jest sieweczka rzeczna (Charadrius dubius). Najpospolitsze ptaki leśne to piecuszek (Phylloscopus trochilus), zięba (Fringilla coelebs), jer (Fringilla montifringilla), muchołówka szara (Muscicapa striata), świergotek drzewny (Anthus trivialis) i droździk (Turdus iliacus). Na torfowiskach również występuje wiele gatunków ptaków, najczęściej spotykana jest pliszka żółta (Motacilla flava).
Spośród ssaków na terenie parku występują m.in. bobry.